# 伯茨 (喬治亞州)
伯茨（英語：Butts）是位於美國喬治亞州詹金斯縣的一個非建制地區。該地的面積和人口皆未知。

## 地理
伯茨的座標為32°43′34″N 82°01′34″W / 32.72611°N 82.02611°W，而該地的平均海拔高度為76米（即249英尺）。